# Ramón González Peña
Ramón González Peña (Las Regueras, 11 juillet 1888 - Mexico, 27 juillet 1952) est un homme politique, syndicaliste et mineur espagnol, membre du Parti socialiste ouvrier espagnol (PSOE) et de Union générale des travailleurs. Il fut ministre de la Justice pendant la guerre civile espagnole. Il fut expulsé du PSOE en 1946,.